# Radru
Le Radru est un ruisseau de Belgique, affluent du Ton et sous-affluent de la Chiers, coulant en Gaume et faisant partie du bassin de la Meuse.
Le Radru prend sa source dans le bois de Guéville (près de la frontière française) dont il collecte les eaux. Son débit devient vite abondant alors qu’il parcoure une dizaine de kilomètres vers l’ouest, alimentant un établissement de pisciculture puis un moulin, le « vieux moulin de Radru » (devenu gîte touristique). Puis, se tournant vers le nord, il se jette dans le Ton à Lamorteau, village de l’extrême-sud de la Gaume belge. Il est ainsi sous-affluent de la Chiers qui se jette dans la Meuse à Remilly-Aillicourt (France).

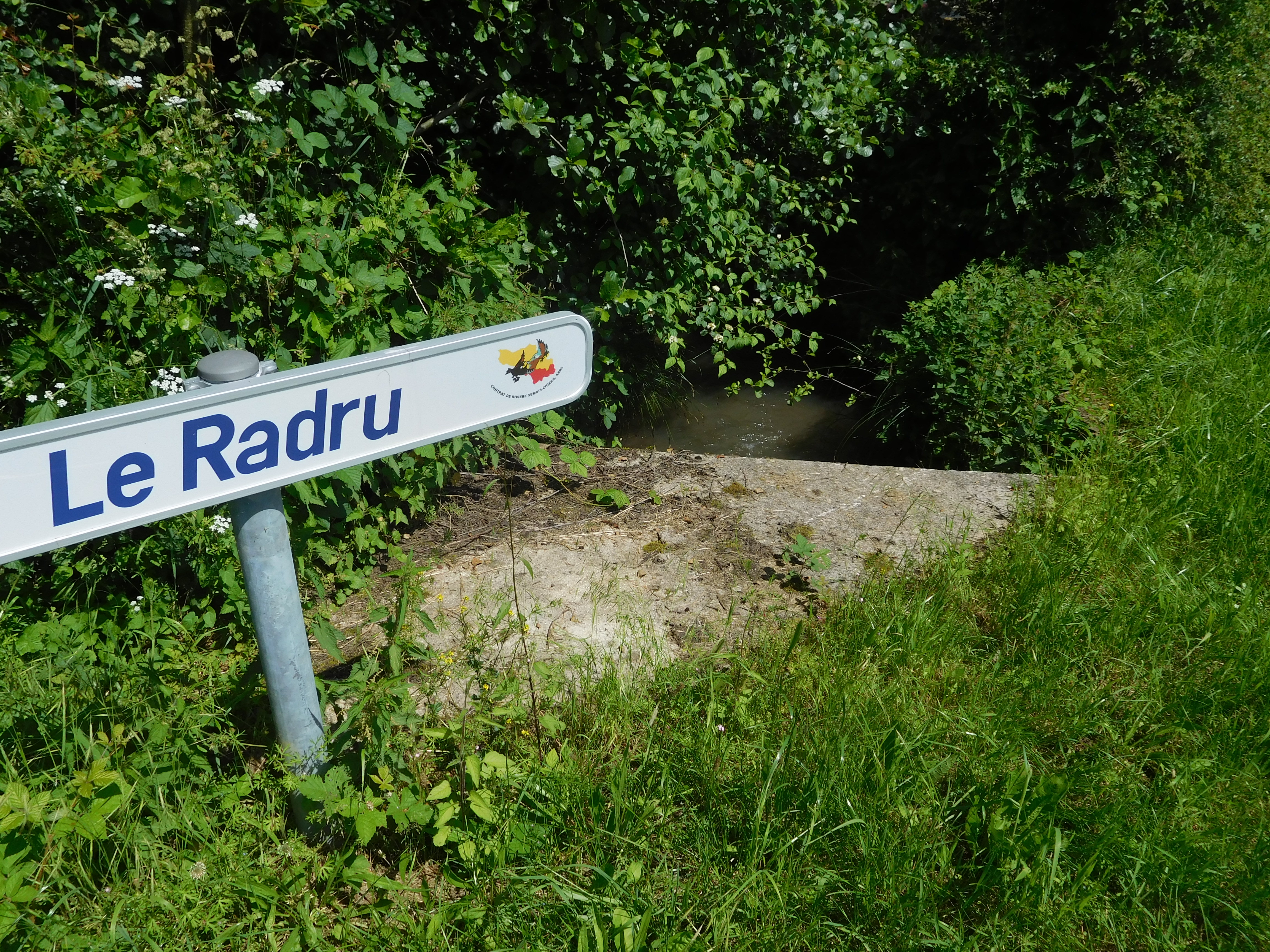
Le Radru à Lamorteau